# Admiralen-Gletscher
Der Admiralen-Gletscher ist ein Gletscher an der Südküste von King George Island im Archipel der Südlichen Shetlandinseln. Er fließt zwischen dem Admiralen Peak im Süden und dem Wegger Peak im Norden in östlicher Richtung zur Admiralty Bay, die er südlich des Crépin Point und nördlich des Lange-Gletschers erreicht.
Das UK Antarctic Place-Names Committee benannte ihn in Anlehnung an die Benennung des Admiralen Peak. Dessen Namensgeber ist die Admiralen, das erste moderne Fabrikschiff für den Walfang, das 1906 in der Admiralty Bay im Einsatz war.